# Альт-Уржель
Альт-Уржель (исп. Alto Urgel,  кат. Alt Urgell)  — район (комарка) в Испании, входит в провинцию Льейда в составе автономного сообщества Каталония.

## Муниципалитеты
1. Алас-и-Серк
2. Лес-Вальс-де-Валира
3. Арсегель
4. Баселья
5. Кабо (Льейда)
6. Кава (Льейда)
7. Коль-де-Нарго
8. Эстамариу
9. Фигольс-и-Алинья
10. Жоса-и-Тушен
11. Монферрер-и-Кастельбо
12. Ольяна
13. Органья
14. Перамола
15. Эль-Пон-де-Бар
16. Рибера-д'Урхельет
17. Сео-де-Уржель
18. Лес-Вальс-д'Агилар
19. Лес-Вальс-де-Валира
20. Ла-Ванса-и-Форнольс